# Николай Минков
Николай Минков Минков е български футболист, който играе на поста крило. Състезател на Ботев Пловдив.

## Кариера
На 11 юни 2021 г. е обявен за ново попълнение на Ботев (Пловдив). Прави дебюта си за отбора на 24 юли 2021 г. при победата с 2–1 като домакин на Пирин (Благоевград).

## Успехи
Черно море
- Купа на България (1): 2015